# Eugène Schneider
Joseph Eugène Schneider (Bidestroff, Moselle, 29. ožujka 1805. – Pariz, 27. studenog 1875.), bio je francuski
privrednik i jedan od suosnivača tvrtke Schneider Electric zajedno sa svojim bratom Adolphom Schneiderom.
Schneider je imao monopol isporuke oružja francuskoj vladi, isporučivao je i materijale za projekte koje je vlada poticala (izgradnja željeznice) i bio je predsjednik francuskog zastupničkog doma, a kasnije i ministar poljoprivrede i trgovine.
Dobitnik je odlikovanja Legije časti. 
Umro je 27. studenog 1875. u Parizu. Sahranjen je u crkvi San Charles u Le Creusot (Saône-et-Loire).
Njegovo ime nalazi se na popisu 72 znanstvenika ugraviranih na Eifellovom tornju.